# 赫曼斯維爾 (密歇根州)
赫曼斯維爾（英語：Hermansville）是位於美國密歇根州梅諾米尼縣邁耶鎮區的一個普查規定居民點。

## 人口
根據2020年美國人口普查的數據，赫曼斯維爾的面積為3.70平方千米，當中陸地面積為3.30平方千米，而水域面積為0.40平方千米。當地共有人口509人，而人口密度為每平方千米137.57人。